# I. Hattuszilisz hettita király

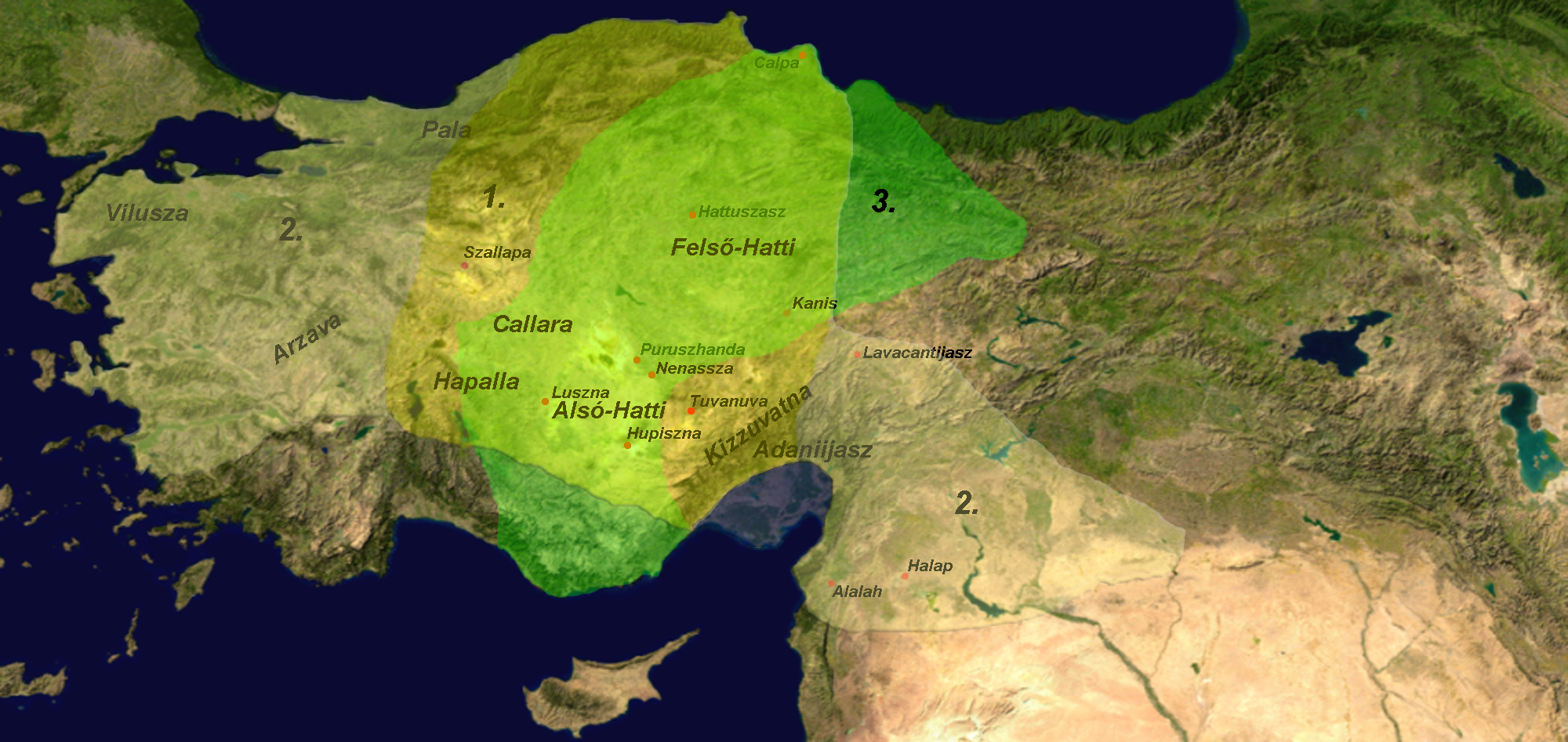
A korahettita időszak térképe. Jelmagyarázat: 1 – I. Labarnasz territóriuma, 2 – I. Hattuszilisz hadjáratainak övezete, 3 – Telepinusz befolyási övezete

I. Hattuszilisz (Ḫattušiliš, másképp II. Labarnasz, luvi ) hettita király Hatti egységes, birodalmi létének második uralkodója i. e. 1586–1556 között (a középső kronológia szerint 1650–1620). A később szinte legendássá vált Labarnasz helyét nem leszármazási elven vette át, hanem kijelölés útján. Hattuszilisz az egyik lehetséges elképzelés szerint Labarnasz féltestvérének, Papahdilmahnak a fia volt, akit Labarnasz erővel űzött el a trónról, ezért lehet, hogy Hattuszilisszel visszaállt az eredeti öröklési rend. Más adatok alapján Tavannanna királyné (Labarnasz felesége) unokaöccse volt. Ugyanakkor az is lehetséges, hogy Hattuszilisz volt maga Labarnasz, uralkodói címként használva. A történészek időnként II. Labarnasz néven is emlegetik, mivel Hattuszilisz bizonyosan használta ezt a név-címet.
A Hattuszilisz név esetleg származhat az új főváros, Hattuszasz nevéből is (ember Hattumból), ennek alapján feltételezik, hogy ő tette fővárossá. Ugyanakkor a Labarnasszal való azonosításának sem mond ellent, ebben az esetben Labarnasz az új székhelyre költözéskor vehette fel a Hattuszilisz nevet, és okozta ezzel a mai névbizonytalanságot. Az bizonyos, hogy Hattuszilisz vette fel először a Hattuszasz királya címet, ugyanakkor használta a Kusszara királya címet is, utalva arra, hogy Neszában székelő családja eredetileg kusszarai uralkodói család. Emellett a Nagykirály címet is felvette. Úgyszintén elsőként használta az Én, a Nap (𒀭𒌓𒋛 DUTUši) címet is, amelynek előképe Anittasz kiáltványában fedezhető fel. A felirat ezen a helyen sérült, ezért nem állapítható meg, hogy a Nap segítségével aratott-e győzelmet, vagy ő maga a Nap(keleti).
Uralkodásának  hatéves periódusát viszonylag jól ismerjük, mert akkád nyelvű felirat számol be róla (már amennyire hinni lehet egy uralkodó beszámolójának). Eszerint a hettita uralmat a tengerig terjesztette ki, a következő évben szíriai városokat, köztük Alalahot és Varszuvát (Urszu) hódoltatta, azután arzavai hadjárat, végül három évig a korábban Mitanni által elfoglalt észak-szíriai és anatóliai területeken hadakozott. (Szanahuitta, Caruna.)
A hettita irodalom két darabja ismert a korából, a Kanis királynője és a Calpai történet. Mindkettő egységes elbeszélésbe szerkesztve a Calpa-szövegben maradt fenn. Ez utóbbi egyben adatokat szolgáltat egy palota építése előtti rituálékhoz. Ismert emellett még végrendelete is (CTH#6), amelyben Labarnasz nevű fiát (vagy unokaöccsét) megfosztja a tróntól és helyette unokáját, Mursziliszt jelöli a trónra. Halálát az Alahtum ostroma közben szerzett sebesülés okozta. Sebe halálos volt ugyan, de Hattuszilisz még visszatérhetett fővárosába, ahol leíratta végrendeletét.
Későbbi korokban készített másolatokból ismert a Palotakrónika című dokumentum (CTH#8 és CTH#9).